# Casearia papuana
Casearia papuana är en videväxtart som beskrevs av Herman Otto Sleumer. Casearia papuana ingår i släktet Casearia och familjen videväxter. Inga underarter finns listade i Catalogue of Life.